# Каляев, Лев Алексеевич
Лев Алексе́евич Каля́ев (16 мая 1929, Ленинград, СССР — 19 августа 1983, там же) — советский легкоатлет, призёр Олимпийских игр.
Лев Каляев родился в 1929 году в Ленинграде. В 1950-х годах был одним из сильнейших спринтеров СССР, выступал за ДСО «Буревестник». В 1950 году стал чемпионом Европы в эстафете 4×100 м — 41,5, в 1952 году завоевал серебряную медаль Олимпийских игр в Хельсинки в эстафете 4×100 м, получил звание «Заслуженный мастер спорта СССР». В 1952 и 1953 годах становился чемпионом СССР в беге на 100 м. Тренер — П. И. Козловский.